# 207-я истребительная авиационная дивизия
207-я истребительная авиационная дивизия (207-я иад) — соединение Военно-Воздушных сил (ВВС) Вооружённых Сил РККА, принимавшее участие в боевых действиях Великой Отечественной войны.

## Наименования дивизии
- 207-я смешанная авиационная дивизия
- 207-я истребительная авиационная дивизия
- 11-я гвардейская истребительная авиационная дивизия
- 11-я гвардейская Днепропетровская истребительная авиационная дивизия
- 11-я гвардейская Днепропетровская Краснознамённая истребительная авиационная дивизия
- 11-я гвардейская Днепропетровская Краснознамённая ордена Богдана Хмельницкого II степени истребительная авиационная дивизия
- 195-я гвардейская Днепропетровская Краснознамённая ордена Богдана Хмельницкого II степени истребительная авиационная дивизия
- 11-я гвардейская Днепропетровская Краснознамённая ордена Богдана Хмельницкого II степени истребительная авиационная дивизия
- Полевая почта (войсковая часть) 19066

## Создание дивизии
207-я истребительная авиационная дивизия создана 20 мая 1942 года путём преобразования 207-й смешанной авиационной дивизии из на основании Приказа НКО

## Переименование дивизии
Приказом НКО СССР за образцовое выполнение заданий командования и проявленные при этом мужество и героизм 207-я истребительная авиационная дивизия переименована в 11-ю гвардейскую истребительную авиационную дивизию.

## В действующей армии
В составе действующей армии:
- с 20 мая 1942 года по 24 августа 1943 года[3], всего 461 день

## Командир дивизии
- Полковник Мачин Михаил Григорьевич[4]. Период нахождения в должности: с 20 мая 1942 года по 21 августа 1943 года[источник не указан 2298 дней]
- Полковник Осадчий Александр Петрович[5]. Период нахождения в должности: с 22 августа 1943 года по 24 августа 1943 года

## В составе объединений
| Дата            | Фронт (округ)      | Армия                | Корпус                           | Примечания |
| --------------- | ------------------ | -------------------- | -------------------------------- | ---------- |
| 20.05.1942 года | Брянский фронт     | 2-я воздушная армия  |                                  | -          |
| 09.07.1942 года | Воронежский фронт  | 2-я воздушная армия  |                                  | -          |
| 16.11.1942 года | Юго-Западный фронт | 2-я воздушная армия  | -                                | -          |
| 12.12.1942 года | Юго-Западный фронт | 17-я воздушная армия | 3-й смешанный авиационный корпус | -          |
| 24.08.1943 года | Юго-Западный фронт | 17-я воздушная армия | 3-й смешанный авиационный корпус | -          |

## Части и отдельные подразделения дивизии
За весь период своего существования боевой состав дивизии претерпевал изменения, в различное время в её состав входили полки:
| Период                  | Наименование                                    |
| ----------------------- | ----------------------------------------------- |
| 19.12.1942 — 24.08.1943 | 5-й гвардейский истребительный авиационный полк |
| 20.05.1942 — 03.08.1942 | 263-й истребительный авиационный полк           |
| 24.05.1942 — 12.11.1942 | 737-й истребительный авиационный полк           |
| 04.06.1942 — 20.07.1942 | 866-й истребительный авиационный полк           |
| 04.07.1942 — 05.11.1942 | 176-й истребительный авиационный полк           |
| 28.11.1942 — 24.08.1943 | 814-й истребительный авиационный полк           |
| 14.12.1942 — 24.08.1943 | 867-й истребительный авиационный полк           |
| 01.08.1942 — 10.10.1942 | 241-й штурмовой авиационный полк                |

## Участие в операциях и битвах

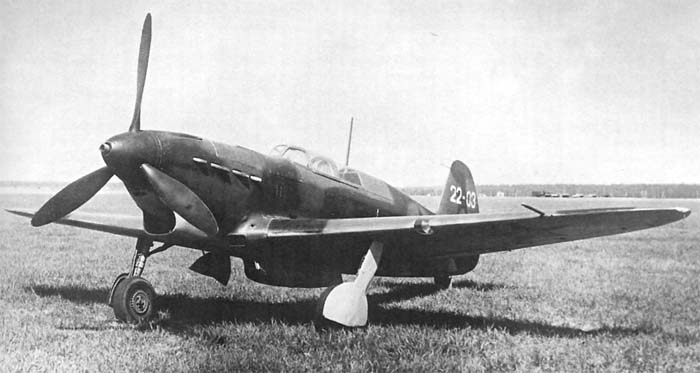
Истребитель Як-7

- Воронежско-Ворошиловградская операция — с 28 июня 1942 года по 24 июля 1942 года.
- Сталинградская битва с 16 декабря 1942 года по 2 февраля 1943 года.
- Среднедонская операция — с 16 декабря 1942 года по 30 декабря 1942 года.
- Ворошиловградская операция — с 29 января 1943 года по 18 февраля 1943 года.
- Курская стратегическая оборонительная операция — с 5 июля 1943 года по 23 июля 1943 года.
- Изюм-Барвенковская наступательная операция — с 17 июля 1943 года по 27 июля 1943 года.
- Белгородско-Харьковская операция — с 3 августа 1943 года по 23 августа 1943 года.
- Донбасская операция — с 13 августа 1943 года по 24 августа 1943 года.

## Переименование в гвардейские части
- 207-я истребительная авиационная дивизия переименована в 11-ю гвардейскую истребительную авиационную дивизию[6]
- 814-й истребительный авиационный полк переименован в 106-й гвардейский истребительный авиационный полк[6]
- 867-й истребительный авиационный полк переименован в 107-й гвардейский истребительный авиационный полк[6]

## Герои Советского Союза
| - Зайцев Василий Александрович, майор, командир 5-го гвардейского истребительного авиационного полка 207-й истребительной авиационной дивизии 3-го смешанного авиационного корпуса 17-й воздушной армии 8 сентября 1943 года удостоен звания Дважды Герой Советского Союза. Золотая Звезда № 2/11 - Ачкасов Сергей Васильевич, лейтенант, командир звена 176-го истребительного авиационного полка 207-й истребительной авиационной дивизии 2-й воздушной армии 4 февраля 1943 года удостоен звания Герой Советского Союза. Золотая Звезда не вручена в связи с гибелью. - Быковский Евгений Власович, младший лейтенант, старший лётчик 5-го гвардейского истребительного авиационного полка 207-й истребительной авиационной дивизии 3-го смешанного авиационного корпуса 17-й воздушной армии 14 мая 1965 года удостоен звания Герой Советского Союза. Посмертно. - Дмитриев Николай Павлович, капитан, командир эскадрильи 5-го гвардейского истребительного авиационного полка 207-й истребительной авиационной дивизии 3-го смешанного авиационного корпуса 17-й воздушной армии 24 августа 1943 года удостоен звания Герой Советского Союза. Золотая Звезда № 1265 - Кузнецов Михаил Васильевич, майор, командир 814-го истребительного авиационного полка 207-й истребительной авиационной дивизии 3-го смешанного авиационного корпуса 17-й воздушной армии 8 сентября 1943 года удостоен звания Герой Советского Союза. Золотая Звезда № 1714 - Лавейкин Иван Павлович, капитан, командир эскадрильи 5-го гвардейского истребительного авиационного полка 207-й истребительной авиационной дивизии 3-го смешанного авиационного корпуса 17-й воздушной армии 24 августа 1943 года удостоен звания Герой Советского Союза. Золотая Звезда № 1113 - Поздняков Константин Фёдорович, лейтенант, старший лётчик 867-го истребительного авиационного полка 207-й истребительной авиационной дивизии 3-го смешанного авиационного корпуса 17-й воздушной армии 24 августа 1943 года удостоен звания Герой Советского Союза. Золотая Звезда № 1090 - Пологов Павел Андреевич, майор, штурман 737-го истребительного авиационного полка 207-й истребительной авиационной дивизии 3-го смешанного авиационного корпуса 17-й воздушной армии 2 сентября 1943 года удостоен звания Герой Советского Союза. Золотая Звезда № 1724 - Попков Виталий Иванович, младший лейтенант, командир звена 5-го гвардейского истребительного авиационного полка 207-й истребительной авиационной дивизии 3-го смешанного авиационного корпуса 17-й воздушной армии 8 сентября 1943 года удостоен звания Герой Советского Союза. Золотая Звезда № 1080 - Сивцов Николай Степанович, старший лейтенант, заместитель командира эскадрильи 867-го истребительного авиационного полка 207-й истребительной авиационной дивизии 3-го смешанного авиационного корпуса 17-й воздушной армии 8 сентября 1943 года удостоен звания Герой Советского Союза. Золотая Звезда не вручена в связи с гибелью - Сытов Иван Никитович, лейтенант, заместитель командира эскадрильи 5-го гвардейского истребительного авиационного полка 207-й истребительной авиационной дивизии 3-го смешанного авиационного корпуса 17-й воздушной армии 8 сентября 1943 года удостоен звания Герой Советского Союза. Золотая Звезда № 1094 - Худов Пётр Дмитриевич, младший лейтенант, заместитель командира эскадрильи 867-го истребительного авиационного полка 207-й истребительной авиационной дивизии 3-го смешанного авиационного корпуса 17-й воздушной армии 8 сентября 1943 года удостоен звания Герой Советского Союза. Золотая Звезда № 1748 - Шардаков Игорь Александрович, старший лейтенант, заместитель командира эскадрильи 5-го гвардейского истребительного авиационного полка 207-й истребительной авиационной дивизии 3-го смешанного авиационного корпуса 17-й воздушной армии 8 сентября 1943 года удостоен звания Герой Советского Союза. Золотая Звезда № 1081 - Химушин Николай Фёдорович, старший лейтенант, старший лётчик 814-го истребительного авиационного полка 207-й истребительной авиационной дивизии 3-го смешанного авиационного корпуса 17-й воздушной армии 4 февраля 1944 года удостоен звания Герой Советского Союза. Посмертно |